# Station Roetgen-Süd
Station Roetgen-Süd is een voormalig spoorwegstation langs de Belgische spoorlijn 48 (Vennbahn) bij de Duitse plaats Roetgen. Deze spoorweg werd samen met de Oostkantons in 1919 bij het verdrag van Versailles aan België toegewezen, alhoewel heel der stukken (zoals hier bij Roetgen) in Duitsland bleven doorlopen. De halte lag naast de overweg met de B258. Het was een eenvoudige halte zonder gebouw. Van 1991 tot 2001 werd de lijn toeristisch geëxploiteerd door de vzw. Vennbahn.
0,0: Stolberg (Rheinl) Hbf ·
1,1: Stolberg-Schneidmühle ·
2,5: Stolberg Mühlener Bahnhof ·
3,2: Stolberg-Rathaus ·
3,7: Stolberg Altstadt ·
3,8: Stolberg Hammer ·
8,9: Breinig ·
11,7: Hahn ·
13,2: Walheim ·
14,6: Schmithof ·
0,7: Raeren ·
11,7: Roetgen ·
18,2: Roetgen-Süd ·
20,6: Lammersdorf ·
24,2: Konzen ·
28,8: Monschau ·
35,8: Kalterherberg ·
42,8: Sourbrodt ·
Robertville ·
48,1: Nidrum ·
50,1: Weywertz ·
52,8: Faymonville ·
55,3: Waimes ·
58,2: Ondenval ·
62,0: Montenau ·
65,5: Born ·
72,4: Sankt Vith